# Jane Winstone
Jane Winstone (Wanganui, 1912 – 1944) foi uma aviadora da Nova Zelândia.

## Vida e carreira
Nascida em Wanganui, Nova Zelândia, em 24 de setembro de 1912, Jane Winstone era filha do químico Arthur Winstone. Criada e educada em Wanganui, ela frequentou a escola do Sagrado Coração lá e aprendeu a voar enquanto ainda era estudante. Ao mesmo tempo a mais jovem piloto solo feminino na Nova Zelândia, Winstone obteve pela primeira vez a sua licença de piloto aos 16 anos de idade.
Membro fundador do Aero Clube Wanganui, ela também foi uma das pessoas a bordo do primeiro voo do aeroporto de Wanganui. Depois de voar no Cruzeiro do Sul de Charles Kingsford Smith, ela tornou-se uma das quatro mulheres a voar com a aviadora da Nova Zelândia Jean Batten em 1934.
Alcançando o posto de tenente na Força Aérea Real, Auxiliar de Transporte Aéreo, 12 Ferry Pool, ela morreu em serviço em 10 de fevereiro de 1944 enquanto voava como Auxiliar de Transporte Aéreo quando o seu motor Merlin do Spitfire falhou.

## Honras e legado
Em 2006, uma vila de aposentados construída na Colina de St. John em Wanganui foi nomeada em homenagem a Winstone.